# А вы, друзья, как ни садитесь…
«А вы, друзья, как ни садитесь…» — советский рисованный мультфильм по мотивам басни И. А. Крылова «Квартет». Создан в 1972 году на студии «Киевнаучфильм» режиссёром-мультипликатором Цезарем Оршанским по заказу Союза советских обществ дружбы и культурных связей с зарубежными странами.

## Сюжет
Сев за альбом-ракраску «А вы, друзья, как ни садитесь…», мальчик красками оживил персонажей басни. Услышав выступление заячьего квартета, завистливая мартышка предложила ослу, козлу и медведю создать свой музыкальный коллектив. Сначала Мартышка у зайцев отобрала музыкальные инструменты и вышвырнула их прочь из альбома.
Затем, раздав инструменты Ослу, Козлу и Медведю, Мартышка расставила по местам своих товарищей, — и зазвучала… музыкальная какофония. Самоуверенные звери, не умевшие играть на музыкальных инструментах, (постоянно толкаясь и мешая друг другу), без конца создавали конфликтные ситуации, которые закончились грандиозной дракой.
Мальчик прекратил это безобразие, закрыв альбом, и все звери вернулись на свои места, а заячий квартет вновь заиграл прекрасную мелодию.
В мультфильме не произносится ни одного слова, звучит только музыка.

## Создатели фильма
| Автор сценария       | Н. Журавлёв                                    |
| Постановка           | Цезаря Оршанского                              |
| Художник-постановщик | Александр Лавров                               |
| Композиторы          | Жанна Колодуб, Лев Колодуб                     |
| Оператор             | Анатолий Гаврилов                              |
| Звукооператор        | Израиль Мойжес                                 |
| Редактор             | Светлана Куценко                               |
| Мультипликаторы      | Александр Лавров, Константин Чикин, Н. Бондарь |
| Ассистенты           | Т. Швец, Т. Черни, О. Деряжная                 |
| Директор картины     | Иван Мазепа                                    |